# Yamaha XJ 900
Yamaha XJ 900 později označovaná jako Yamaha XJ 900F je motocykl vyvinutý firmou Yamaha, vyráběný v letech 1983–1994. Konkurentem byl model Honda CB 900. Nástupcem se v roce 1995 stal model Yamaha XJ 900 Diversion.
Motor je čtyřdobý, vzduchem chlazený řadový čtyřválec. Sekundární převod je kardanem.

## Technické parametry
- Rám: dvojitý kolébkový ocelový
- Suchá hmotnost: 218 kg
- Pohotovostní hmotnost: 242 kg
- Maximální rychlost: 216 km/h
- Spotřeba paliva:

## Galerie

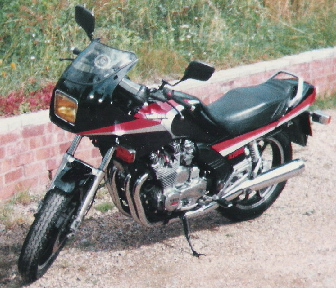
Yamaha XJ 900 typ 31A (1983–1984)
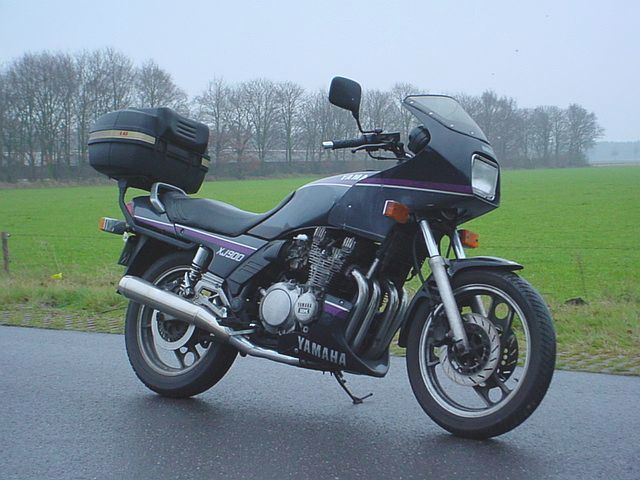
Yamaha XJ 900 typ 4BB1 (1990–1994)